# 埃諾三世 (東菲士蘭)
埃諾三世（德語：Enno III.，1563年9月30日—1625年8月19日），東菲士蘭伯爵，埃德查二世的長子，1599年至1625年在位。

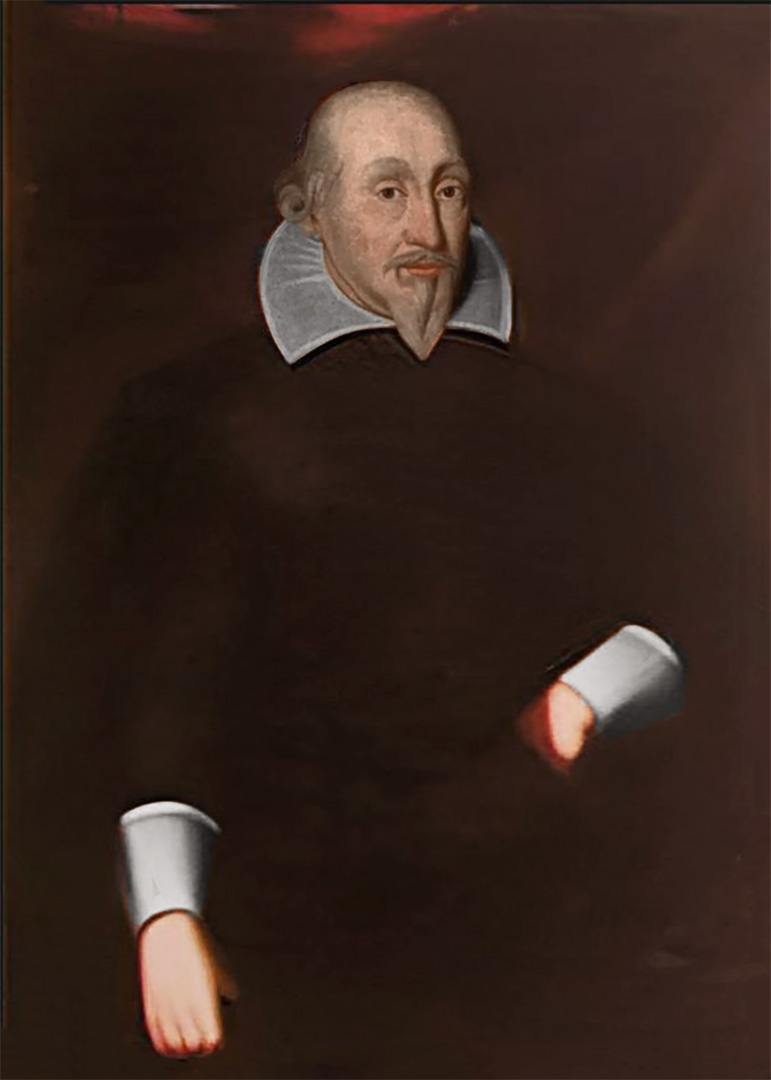

## 家庭
1581年，埃諾三世和里特貝格的瓦爾伯吉絲結婚，兩人共有兩個女兒：
1. 莎碧娜·卡塔里娜（英语：Sabina Catharina of East Frisia）（1582年—1618年），與埃諾三世之弟約翰三世結婚
2. 阿格尼絲（1584年—1616年），與列支敦斯登的岡達克爾結婚

1598年，埃諾三世與霍爾斯坦-戈托普公爵阿道夫的女兒安娜結婚，兩人共有2子2女：
1. 安娜·瑪麗亞（1601年—1634年），梅克倫堡公爵夫人
2. 魯道夫·克里斯蒂安（1602年—1628年）
3. 烏爾里希二世（1605年—1648年）
4. 克里斯蒂娜·索菲（1609年—1658年），黑森-布茨巴赫伯爵夫人